# Státní archivní škola
Státní archivní škola  je název bývalé československé odborné školy pro vzdělávání archivářů v oboru archivnictví a pomocných věd historických. Působila v Praze v letech 1919–1949.

## Historie
V 19. století neexistovalo v českých zemích žádné odborné zařízení, které by poskytovalo odborné vzdělání v oblasti archivnictví. Jedinou takovou školou pro celé Rakousko-Uhersko byl Ústav pro rakouský dějezpyt ve Vídni. Archiváři se proto vzdělávali především sami. Myšlenku na založení obdobného ústavu se podařilo zrealizovat v roce 1919.
Na pražské univerzitě probíhala výuka pomocných věd historických v rámci studia historie, zatímco nová archivní škola se měla orientovat spíše na specializovanou praktickou výuku pro archiváře.
V roce 1919 povolilo ministerstvo školství a národní osvěty zřízení školy, která mu byla přímo podřízena. Ředitelem byl jmenován Gustav Friedrich a škola sídlila v budově Zemského archivu v Bredovské ulici č. 6. (dnešní třída Politických vězňů), čímž bylo zajištěno potřebné zázemí pro praktickou výuku. Podle zřizovacího dekretu byla SAŠ vysokou školou, ale toto bylo ministerstvem později zpochybněno.
Kursy se otevíraly každý druhý rok, avšak během 1. republiky z úsporných důvodů proběhlo jen osm kursů. Devátý kurs byl jen dvouletý (1941–1943). Po válce proběhl ještě 10. kurs (1945–1948) a poslední 11. v letech 1947–1950. Na výuce se podíleli Gustav Friedrich, Václav Novotný, Vladimír Klecanda, Václav Vojtíšek, Jan Bedřich Novák, Václav Hrubý, Zdeněk Kristen, Jaroslav Prokeš, Bedřich Jenšovský, František Roubík aj.
Uzavření českých vysokých škol v roce 1939 se sice netýkalo archivní školy, ale ta byla postižena nepřímo, neboť vyžadovala u posluchačů souběžné univerzitní studium, proto byl devátý kurs zkrácen o jeden rok. Do penze odešel profesor Friedrich a novým ředitelem se stal Bedřich Jenšovský, který byl ale v roce 1941 zatčen gestapem a deportován do Osvětimi, kde v roce 1942 zemřel. Po něm vedl školu Jaroslav Prokeš, který byl zanedlouho z politických důvodů sesazen.
Po druhé světové válce byla škola obnovena a otevřen 10. kurs. Změny po roce 1948 se dotkly i archivní školy. Od školního roku 1949/50 bylo archivní studium přeneseno na filozofickou fakultu, což de facto znamenalo zánik SAŠ, která jinak nebyla zrušena žádnou právní normou.
Za třicet let své existence absolvovalo Státní archivní školu zhruba sto posluchačů.

## Výuka
Podmínkou ke přijetí na školu bylo, vedle úspěšně složené písemné a ústní přijímací zkoušky, ukončené vysokoškolské vzdělání nebo souběžné studium historie na filozofické fakultě. Studium trvalo tři roky a na konci 1. a 2. ročníku se skládala postupová zkouška. Škola přijímala 10 posluchačů, později se jejich počet zvýšil až na 15 a pět nejúspěšnějších obdrželo ve 2. a 3. ročníku od ministerstva stipendium.
Náplní výuky byla paleografie, diplomatika, chronologie, heraldika, sfragistika, archivní nauka, nauka o pramenech k československým dějinám, ústavní a správní dějiny, středověká latina, čeština a němčina, středověká archeologie a knihovnictví. Podle nových stanov z roku 1934 přibyly ještě dějiny umění a předhistorická archeologie. Během okupačního období přibyly ještě dějiny Německé říše a dějiny německého archivnictví.
Studium končilo závěrečnou zkouškou, která se skládala ze závěrečné písemné práce a písemné a ústní zkoušky.

## Publikace
Škola vydávala od roku 1923 Časopis archivní školy, který sloužil jednak jako věstník o činnosti školy (na žádost ministerstva školství) a také jako odborné periodikum pro pomocné vědy historické, archivnictví a další příbuzné obory. Po okupaci v roce 1939 škola od jeho vydávání dobrovolně upustila, takže poslední číslo vyšlo v roce 1940. Po skončení války bylo obtížné obnovit vydávání časopisu, neboť původní redaktoři byli někteří mrtvi, další již v důchodu. Do tiskárny byl proto odevzdán první rukopis až v květnu 1949. V dubnu 1950 byl vrácen s tím, že je zapotřebí souhlas ministerstva informací. To již byla škola před zánikem, takže poslední číslo časopisu nakonec do tisku nikdy nedošlo.

## Přehled ředitelů školy
- Gustav Friedrich (1919–1941)
- Bedřich Jenšovský (1941)
- Jaroslav Prokeš (1941–1942)
- Václav Vojtíšek (1945–1949)

## Přehled absolventů
Přehled absolventů Archivní školy ve všech jedenácti kursech v letech 1919–1950.
1. kurs 1919–1921
- František Čáda, Václav Hadač, Věra Jenšovská (rozená Kosinová), Václav Letošník, Miloš Lier, Daniel Rapant, František Roubík

2. kurs 1920–1923
- Marie Ludmila Černá, Karel Jeřábek, Zdeněk Kristen, Božena Čádová (Kubíčková), Milena Linhartová, Otakar Odložilík, Mária Jeršová, Romuald Rudolf Perlík, Blažena Rynešová, Jindřich Šebánek

3. kurs 1922–1925
- Vladimír Balcárek, Otakar Bauer, Miroslav Burian, Rudolf Hurt, Bohuslav Matouš, Jiří Měcháček, Leopold Peřich, Václav Pešák, Miloslav Volf

4. kurs 1924–1927
- Marie Válková (Frýzová), Helena Kloboučková, Miloš Kratochvíl, Josef Řehák, Anna Vavroušková

5. kurs 1928–1931
- Jiří Čarek, Zdenka Karlová, Jan Klepl, Josef Matoušek, Jaroslav Vavřík

6. kurs 1931–1934
- Antonín Haas, Josef Hráský, Václav Husa, Jaroslav Charvát, Václav Žáček

7. kurs 1934–1937
- Václav Bartůšek, František Beneš, Vojtěch Bucko, Václav Davídek, Karel Doskočil, Marie Haasová-Jelínková, Marie Kořínková, Rudolf Schreiber

8. kurs 1937–1940
- Emil Hradecký, Josef Polišenský, Václav Pubal, Oldřich Říha, Bedřich Stern, Jaroslav Vávra

9. kurs 1941–1943
- Marie Alžběta Čermáková, Jan Augustin Čeřovský, Jiří Horák, Rudolf Kalhous, Josef Kollmann, Jurij Křížek, Oldřich Liška, Václav Lukáš, Marie Pavlíková, Přemysl Peer, Miloslav Rohlík, Vladimír Jan Sedlák, Dagmar Culková (Stuchlíková), Václav Šolle, Václav Vinš

10. kurs 1946–1948
- Miloslav Bělohlávek, Zdeněk Bičík, Eva Boháčková, Eva Čakrtová, Gabriela Čechová, Jan Durdík, Zdeněk Fiala, František Graus, Alexandr Gross, Josef Janáček, Marie Lišková, Josef Macek, Vladimír Ruda, Josef Svátek, Lubomír Vaněk

11. kurs 1947–1950
- Karel Černý, Karel Dolista, František Hoffmann, Jaroslav Honc, Aleš Chalupa, Pavel Kohout, Antonín Macák, Jaroslav Macek, Jiří Majer, Jaromír Mikulka, Jiří Pražák, Jindřich Růžička, Lubomíra Durdíková

## Obdobné vzdělávací instituce
- Archivschule v Marburgu
- Bayerische Archivschule v Mnichově
- École nationale des chartes v Paříži
- Institut für Österreichische Geschichtsforschung ve Vídni
- Scuola Vaticana di Paleografia e Diplomatica v Římě